# Turkistan
Turkistan (kazaško Түркістан, Türkıstan) je mesto in upravno središče regije Turkistan v južnem Kazahstanu blizu reke Sir Darje. Nahaja se 160 km severozahodno od Šimkenta ob Transaralski (Taškentski)  železnici med Kizilordo na severu in Taškentom na jugu. Njegovo prebivalstvo se je v desetih letih povečalo s 102.505 (1999) na 142.899 (2009). Najvidnejša zgodovinska in kulturna znamenitost Turkistana je Mavzolej hodže Ahmeda Jassavija, ki je na Unescovem seznamu svetovne dediščine. Mesto ima mednarodno letališče Hazrat Sultan.
Leta 2021 je Organizacija turških držav Turkistan razglasila za "duhovno prestolnico turškega sveta". Istega leta je bil Turkistan imenovan za eno izmed desetih najlepših turističnih destinacij v Kazahstanu.

## Zgodovina
Turkistan, eno od kazahstanskih zgodovinskih mest, omenjeno že v 4. stoletju n. št.
Mesto je postalo trgovsko središče po zatonu Otrarja, starodavnega mesta na jugovzhodu blizu Sir Darje. V kasnejšem srednjem veku in zgodnjem novem veku so mesto imenovali Iasi ali Šavgar. Od 16. in 17. stoletja se je imenoval Turkistan ali Hazrat. Obe imeni izvirata iz izraza "Hazrat-i Turkistan", kar pomeni "svetnik Turkistana". S tem imenom so počastili spomin na hodžo Ahmeda Jassavija,  sufijskega šejka iz Turkistana iz 11. stoletja, ki je živel in deloval v tem mestu.
Zaradi njegovega vpliva in v čast njegovi zapuščini se je mesto razvilo v pomembno središče duhovnosti in islamskega izobraževanja prebivalcev kazahstanskih step. V 90. letih 14. stoletja je Timur Lenk, turško-mongolski voditelj in začetnik dinastije Timuridov, nad Jassavijevim grobom zgradil impresiven kupolasti mazar ali mavzolej. Mavzolej velja za eno od najbolj opaznih arhitekturnih znamenitosti v Kazahstanu. Do leta 2006 je bila podoba mavzoleja na hrbtni strani bankovcev Kazahstana.
Mesto se ponaša tudi z drugimi pomembnimi zgodovinskimi znamenitostmi, kot so srednjeveško kopališče in štirje mavzoleji. Eden od mavzolejev pripada Timurjevi pravnukinji Rabiji Sultan Begim, drugi trije pa kazahstanskim kanom.
Pred ruskim prihodom v 19. stoletju je bil Turkistan na meji med uveljavljeno perzijsko-islamsko oazno civilizacijo Transoksanije na jugu in obsežnimi kazahstanskimi stepami na severu.
Med 16. in 18. stoletjem je bil Turkistan prestolnica Kazaškega kanata in politično središče kazahstanske stepe. Ko se je Rusko carstvo razširilo na vzhod in oslabilo Kazaški kanat, so ga prehitele manjše južne države. Do leta 1864 je ruski general Verjovkin zavzel Turkistan za Kokandski kanat. Regija je kasneje med rusko vladavino postala del regije Sir Darja v generalni guberniji Ruski Turkestan. Po padcu carskega režima v letih 1917-1918 se je Turkistan za kratek čas priključil Turkestanski avtonomni sovjetski socialistični republiki. Leta 1924 je postal del Kazaške ASSR znotraj Sovjetske Rusije.
19. junija 2018 je bil Šikment izločen iz regije Južni Kazahstan in prišel  pod  neposredno upravo Kazahstana. Turkistan je hkrati postal  regionalno upravno središče Regije Turkestan.

### Romarsko središče
Mesto privablja na tisoče romarjev. V skladu z lokalno tradicijo so tri romanja v Turkistan enakovredna hadžu v Meko, zato je mesto cenjeno po celem muslimanskem svetu. Visoko spoštovanje do svetnika Ahmeda Jassavija je pripeljalo do tega, da so Turkistan poimenovali Druga Meka vzhoda, kar je močno vplivalo na duhovno bit kazahstanske muslimanske skupnosti.

## Demografija
Turkistan je imel leta 2019 165.000 prebivalcev. Njihovo število se je od leta 1989 do 1999 povečalo za 10%, s čimer je postal drugo najhitreje rastoče mesto v Kazahstanu. Na prvem mestu je prestolnica Astana.
Etnična sestava mesta:  
- Kazahi – 52,5%
- Uzbeki – 45,2%
- druge etnične skupine – 2,3%

Leta 1897 je imelo mesto naslednjo etnično sestavo:
- skupaj – 11.253
- Uzbeki – 8.940 (79,4%)
- Kazahi – 1.415 (12,5%)
- Tatari – 506 (4,4%)
- Rusi – 312 (2,7%)

V istem času (1897) je imel okraj Čimkent, vključno s Turkistanom, naslednjo etnično sestavo:
- skupaj – 285.059
- Kazahi – 224.704 (78,8%)
- Sarti (stalno naseljeni Iranci), Turki in/ali Mongoli – 32.043 (11,2%)
- Uzbeki – 20.709 (7,2%)
- Rusi – 6.443 (2,2%)
- Tatari – 646 (0,2%)

## Geografija in podnebje
Do Turkistana je mogoče priti z vlakom iz Almatyja, kar traja skoraj 20 ur. Potovanje z najbližjega letališča v Šimkentu traja približno dve uri.
Turkistan ima hladno polsuho podnebje (Köppen BSk) s kratkimi, mrzlimi zimami in dolgimi, suhimi, zelo vročimi poletji. Velika večina letnih padavin pade med pozno jesenjo in pozno pomladjo.
| Podnebni podatki za Turkistan (1991–2020, ekstremi od 1882–danes) | Podnebni podatki za Turkistan (1991–2020, ekstremi od 1882–danes) | Podnebni podatki za Turkistan (1991–2020, ekstremi od 1882–danes) | Podnebni podatki za Turkistan (1991–2020, ekstremi od 1882–danes) | Podnebni podatki za Turkistan (1991–2020, ekstremi od 1882–danes) | Podnebni podatki za Turkistan (1991–2020, ekstremi od 1882–danes) | Podnebni podatki za Turkistan (1991–2020, ekstremi od 1882–danes) | Podnebni podatki za Turkistan (1991–2020, ekstremi od 1882–danes) | Podnebni podatki za Turkistan (1991–2020, ekstremi od 1882–danes) | Podnebni podatki za Turkistan (1991–2020, ekstremi od 1882–danes) | Podnebni podatki za Turkistan (1991–2020, ekstremi od 1882–danes) | Podnebni podatki za Turkistan (1991–2020, ekstremi od 1882–danes) | Podnebni podatki za Turkistan (1991–2020, ekstremi od 1882–danes) | Podnebni podatki za Turkistan (1991–2020, ekstremi od 1882–danes) |
| Mesec                                                             | Jan                                                               | Feb                                                               | Mar                                                               | Apr                                                               | Maj                                                               | Jun                                                               | Jul                                                               | Avg                                                               | Sep                                                               | Okt                                                               | Nov                                                               | Dec                                                               | Letno                                                             |
| ----------------------------------------------------------------- | ----------------------------------------------------------------- | ----------------------------------------------------------------- | ----------------------------------------------------------------- | ----------------------------------------------------------------- | ----------------------------------------------------------------- | ----------------------------------------------------------------- | ----------------------------------------------------------------- | ----------------------------------------------------------------- | ----------------------------------------------------------------- | ----------------------------------------------------------------- | ----------------------------------------------------------------- | ----------------------------------------------------------------- | ----------------------------------------------------------------- |
| Rekordno visoka temperatura °C                                    | 18.7                                                              | 26.4                                                              | 30.7                                                              | 36.3                                                              | 40.5                                                              | 46.9                                                              | 47.9                                                              | 46.5                                                              | 41.9                                                              | 35.3                                                              | 27.9                                                              | 21.6                                                              | 47.9                                                              |
| Povprečna visoka temperatura °C                                   | 2.1                                                               | 5.6                                                               | 14.3                                                              | 22.3                                                              | 28.9                                                              | 34.6                                                              | 36.6                                                              | 35.2                                                              | 29.1                                                              | 21.0                                                              | 11.0                                                              | 3.6                                                               | 20.4                                                              |
| Povprečna dnevna temperatura °C                                   | −2.7                                                              | −0.1                                                              | 7.5                                                               | 15.3                                                              | 21.7                                                              | 27.1                                                              | 29.0                                                              | 27.4                                                              | 20.8                                                              | 12.6                                                              | 4.5                                                               | −1.5                                                              | 13.5                                                              |
| Povprečna nizka temperatura °C                                    | −6.8                                                              | −4.7                                                              | 1.8                                                               | 8.7                                                               | 14.3                                                              | 18.9                                                              | 20.4                                                              | 18.8                                                              | 12.3                                                              | 5.1                                                               | −0.7                                                              | −5.6                                                              | 6.9                                                               |
| Rekordno nizka temperatura °C                                     | −33.6                                                             | −38.6                                                             | −25.0                                                             | −8.4                                                              | −2.8                                                              | 3.2                                                               | 6.4                                                               | 3.4                                                               | −5.5                                                              | −14.3                                                             | −31.8                                                             | −33.0                                                             | −38.6                                                             |
| Povprečna količina padavin mm                                     | 25.3                                                              | 26.2                                                              | 31.1                                                              | 23.1                                                              | 20.9                                                              | 8.3                                                               | 3.8                                                               | 2.2                                                               | 1.8                                                               | 12.0                                                              | 26.3                                                              | 26.3                                                              | 207.3                                                             |
| Povprečna maks. količina zapadlega snega cm                       | 4                                                                 | 2                                                                 | 0                                                                 | 0                                                                 | 0                                                                 | 0                                                                 | 0                                                                 | 0                                                                 | 0                                                                 | 0                                                                 | 0                                                                 | 2                                                                 | 4                                                                 |
| Povp. št. dni s padavinami (≥ 1 mm)                               | 5.4                                                               | 5.4                                                               | 4.5                                                               | 4.3                                                               | 3.4                                                               | 1.6                                                               | 0.5                                                               | 0.4                                                               | 0.5                                                               | 2.4                                                               | 4.6                                                               | 4.9                                                               | 37.9                                                              |
| Povp. št. deževnih dni                                            | 5                                                                 | 6                                                                 | 8                                                                 | 8                                                                 | 7                                                                 | 4                                                                 | 2                                                                 | 1                                                                 | 2                                                                 | 4                                                                 | 7                                                                 | 6                                                                 | 60                                                                |
| Povp. št. sneženih dni                                            | 7                                                                 | 6                                                                 | 2                                                                 | 0.3                                                               | 0                                                                 | 0                                                                 | 0                                                                 | 0                                                                 | 0                                                                 | 0.3                                                               | 2                                                                 | 5                                                                 | 23                                                                |
| Povprečna relativna vlažnost (%)                                  | 79                                                                | 73                                                                | 63                                                                | 50                                                                | 43                                                                | 33                                                                | 34                                                                | 32                                                                | 36                                                                | 51                                                                | 69                                                                | 79                                                                | 54                                                                |
| Povp. št. sončnih ur                                              | 138                                                               | 155                                                               | 199                                                               | 247                                                               | 337                                                               | 382                                                               | 401                                                               | 383                                                               | 315                                                               | 248                                                               | 167                                                               | 122                                                               | 3.094                                                             |
| Vir 1: NOAA (sun 1961-1990)                                       |                                                                   |                                                                   |                                                                   |                                                                   |                                                                   |                                                                   |                                                                   |                                                                   |                                                                   |                                                                   |                                                                   |                                                                   |                                                                   |
| Vir 2: Pogoda i klimat (extremes)                                 |                                                                   |                                                                   |                                                                   |                                                                   |                                                                   |                                                                   |                                                                   |                                                                   |                                                                   |                                                                   |                                                                   |                                                                   |                                                                   |

## Pobratena mesta
- Afyonkarahisar, Turčija[14]
- Keçiören, Turčija[15]
- Šuša, Azerbajdžan[16]